# Pécsi Lukács
Pécsi Lukács (Újfalu, 1548 e. – 1604 u., Nagyszombat) nagyszombati nyomdász. A neve főleg Peechi alakban fordul elő.

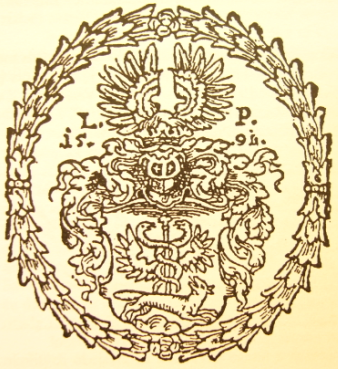
Pécsi Lukács fametszete (1591)

Pécsi Lukács Újfaluban született 1548 előtt. A krakkói egyetemen jogot tanult. Itt ismerte meg a „fekete mesterséget”, a nyomdászatot is. Nagyszombatban telepedett le. 1577-ben, amikor Telegdi Miklós püspök, az esztergomi érsekség adminisztrátora a városban megalapította az első nyomdát, Pécsi Lukács már Nagyszombatban tartózkodott és a nyomdában kezdte meg tevékenységét. Annak munkáját nemcsak szervezte, de szerzőként, fordítóként, illusztrátorként, grafikusként is tevékenykedett. 1579-től az esztergomi káptalan jogásza volt. 
A nagyszombati kiadványokban több mint száz fametszete jelent meg, mint felesége Márta, fiai, László és Imre portréi, növények, címerek, jelvények, zodiákus jelképek stb. grafikái. 1591-ben, a keresztény szüzekről Nagyszombatban kiadott műben közölte a család címerét is.

## Művei
- Az keresztyen szvzeknec tisteseges koszoroia melyben minden ü ioszagos erkölchöc az közönseges viragoc altal ki ielentetnec es kepestetnec. Nagyszombat, 1591
  - Az keresztyen szvzeknec tisteseges koszoroia melyben minden ü ioszagos erkölchöc az közönseges viragoc altal ki ielentetnec es kepestetnec. Az idegen nyeluen irokat köuetuen magyarul ira Peechi Lvkach; tan. Kőszeghy Péter, Utasi Csilla, fakszimile szöveggond. Kőszeghy Péter; Balassi–MTA Irodalomtudományi Intézet, Bp., 1988 (Bibliotheca Hungarica antiqua)
- Az test kornyul valo het irgalmassagnac chelekedetiroel, mellyeknec gyakorlassat aianlya minden kerestyen atyafiainac Peechi Lukach. Nagyszombat, 1598
- Szent Ágoston doktornak elmélkedő, magánbeszélő és naponként való imádsági
  - Szent Ágoston doktornak elmélkedő, magánbeszélő és naponként való imádsági; tan. Uray Piroska, fakszimile szöveggon. Kőszeghy Péter; hasonmás kiad.; MTA Könyvtár–MTA Irodalomtudományi Intézet, Bp., 1988 (Bibliotheca Hungarica antiqua)